# Hipnagógia
A hipnagógia (görögül: υπναγωγία) az ébrenlétből az alvásba való átmenet állapota, amikor az elme még keresi a racionális magyarázatot a különféle érzéki benyomásokra. Ezt az állapotot az ébrenlétbe való átmenetkor a hipnopompika állapota követi, amikor az elme a valóság tudatára ébred. Ezek a szavak a görögből származnak: hüpnosz álom, agōgosz vezető, indukáló; pompe az adás módja.
A hipnagógia szót Dr Andreas Mavromatis alkotta meg egy 1983-ban megjelent értekezésében, de melléknévi formában már az 1800-as években megalkotta őket Alfred Maury és Frederic Myers. Dr Mavromatis a hipnagóg szót az álomba vezető, és a hipnopóm szót az álomból kivezető értelemben használta.
Ezekben a tudatállapotokban jelentkezhetnek hallucinációk, alvási bénulás, vagy tudatossá válhat az álom.

## Definíciók és szinonímák
A  hipnagógia szót sokszor csak az elalvás előtti állapotra használják, és az ébrenlétbe való átmenetet hipnopompikának nevezik Frederic Myers nyomán. De használják mind az elalvást, mind a felébredést megelőző állapotokra is;  Havelock Ellis még azt is megkérdőjelezte, hogy szükség van-e egyáltalán különböző szavakra ezzel kapcsolatban. A gyakorlatban a két állapot nem is nagyon különböztethető meg egymástól, és mindkettőben előfordulhatnak ugyanazok a jelenségek. A cikkben ebben az általánosabb jelentésben használjuk, ha másként nem jelezzük.
A hipnagógia mellett használják a presomnalis, anthypnic érzetek, félálombeli víziók, oneirogogicus képek, phantasmata szavakat, kifejezéseket. Nevezik még az elalvás határának, praedormitiumnak. Emlegetik még, mint határállapot, félálom állapot, álom előtti állapot, alvás előtti álmok, és még több más néven.

## Története
Korai utalások találhatók a hipnagógiára Arisztotelész, Iamblikhosz, Gerolamo Cardano, Simon Forman és Emanuel Swedenborg írásaiban. A romantika megújította az érdeklődést az álmokkal, álmodással kapcsolatban, így az elalvás és az ébrenlét átmeneteivel kapcsolatban is megnőtt az érdeklődés. Több szerző is írt ebben az állapotban, például  Edgar Allan Poe.
A tudományos kutatás is megkezdődött már a 19. században. Johannes Peter Müller, Jules Baillarger és Alfred Maury voltak az elsők, majd munkásságukat Leroy folytatta a 20. században.
Az  elektroenkefalográfia (EEG) feltalálása fiziológiai adatokkal egészítette ki a tapasztalatok leírásán alapuló módszert. Davis és társai az 1930-as években a hipnagóg képek megnyilvánulását keresték az idegsejtek működésének mintázatában. Ezt a kutatók máig folytatják. A behaviorizmus terjedése hanyatlást okozott különösen az angol nyelvű országokban, de a 20. század végén megújult az érdeklődés a hipnagógiával és a társuló jelenségekkel kapcsolatban, amelyek fontos szerephez jutottak a tudati állapotok több tudományt összefogó tanulmányozásában. Az alváshoz és az álmokhoz képest elhanyagolt terület, ahol még sok feltárnivaló van.
A tudományos irodalomról jó áttekintést ad Leaning, Schacter, Richardson és Mavromatis.

## Érzékszervi jelenségek
Az ébrenlét és az alvás határán sokféle érzékszervi jelenség lép fel. Érinthetnek bármely modalitást, felléphetnek egyenként vagy társulva, az egyszerű felvillanásoktól a több érzék által támogatott élethű hallucinációkig.

### Víziók
A legtöbbször visszajelzett, és leginkább kutatott érzéki jelenségek a foszfének, amelyek pontokként, egyenesekként, vagy bonyolultabb geometriai alakzatokként, vagy figurákként jelenhetnek meg. Lehetnek egy vagy sokszínűek, síkbeliek vagy térbeliséget keltők, állók vagy mozgók. Fényalagúton való áthaladást is jelentettek. Az egyedi képek általában gyors változásokon mennek keresztül; ez megkülönböztethető az álmoktól, mert igazából nem egy történetet mesélnek el. although others understand the state rather as a gradual transition from hypnagogia to fragmentary dreams, Mások a töredékes álmokba való átmenetről tudósítanak a sajátfénytől a teljes képszerű jelenetekig. Egyesek szerint stroboszkóppal kiváltható a hipnagógia, de ezt nem ellenőrizték tudományosan. Különösen élénk és kidolgozott víziók találhatók Marie-Jean-Léon és Marquis d'Hervey de Saint Denys műveiben.

### Tetrisz-hatás
Azok, akik hosszan ismétlődő cselekvést végeztek napközben, találkozhatnak a tetrisz-hatással. Ez még amnéziásoknál is előfordul, akik tudatosan nem emlékeznek magára a cselekvésre, aminek képei elalvás előtt jelentkeznek.  Ha a tevékenység mozgó objektumokkal foglalkozott, mint a tetriszben, akkor a hipnopóg képek is mozognak. A hatás más érzékeket is érinthet. Robert Stickgold elalvás előtt még érezte lába alatt a sziklákat hegymászás után.  Csónakban evezés, vagy úszás után érezhető a víz hullámzása, vagy síelés után a hó. Több sakkozó is beszámolt arról, hogy sakktáblát láttak bábukkal ebben az állapotban. Stresszes és felelősségteljes munkát végző újoncok gyakran végeznek munkával kapcsolatos tevékenységeket röviddel elalvás előtt. Zsúfolt éttermekben dolgozó pincérek sokszor érzik úgy, hogy még mindig asztal mellett várakoznak. Emiatt fel is riadnak, és nem tudnak elaludni.

### Hangok
A hipnopóg hallucinációk gyakran tartalmaznak hanghatásokat. A finom benyomásoktól a hangos zajokig változhatnak, mint a csattanások, dörejek és lövészajok. Az emberek hallhatják, hogy nevükön szólítják őket, vagy cseng a kapucsengő. Gyakoriak a beszédtöredékek, amelyeket az alany nem mindig ért meg. Gyakran tartalmaznak szójátékokat, új szóalkotásokat, vagy neveket. Megnyilvánulhat az alany saját hangján, vagy mások hangján is; a hang gazdája lehet ismerős, vagy idegen. Ritkábban vers vagy zene hallható.

### Más érzékek
Vannak adatok szag-, vagy ízérzetekről, hőhatásokról, és tapintási érzetekről (égető érzés, viszketés, rovarmászkálás a bőrön) is. A testérzés is megváltozhat, zsibbadás, vagy a test méreteiről és arányairól kapott érzetek megváltozása,  de lehet lebegés, repülés, vagy testen kívüli élmény is. Talán az esés a leggyakoribb. Az érzetek gyakran össze is kapcsolódnak, szinesztézia jelentkezik, például egy kívülről hallott hangra adott válaszként megjelenik egy fényvillanás.

### Alvási bénulás
A különböző zajok gyakran alvási bénuláshoz kapcsolódnak. amikor a REM atónia a szokásosnál hamarább áll be, vagy később szűnik meg. Az alvási bénulás gyakori narkolepsziásoknál. A népesség többi részében 6% gyakran éli át, és 60% alkalmanként.  Egy Kanadát, Kínát, Nagy-Britanniát, Japán és Nigériát átfogó felmérésben az alanyok 20 – 60%-a állította, hogy életében legalább egyszer átélt alvási bénulást.
A bénulást gyakran kísérik járulékos jelenségek. Tipikus a nyomasztó érzés és a fulladozás, a vibrációk, az érintések, a beszédfoszlányok, egy látható vagy láthatatlan lény jelenlétének érzete, és az erős érzelmek: félelem, eufória, vagy éppen orgazmus.  Ezzel magyarázzák a lidércnyomást, a földönkívüliek általi elrablásról szóló történeteket, vagy a csendes látogatókat. Ez utóbbiak csendesen átsuhanó árnyképek, amelyeknek azonban hiányzik a kitakaró felülete. Árnyak, de nem árnyékok.

## Kognitív és érzelmi jelenségek
A gondolkodás folyamatai nagy mértékben különböznek az ébrenléti gondolkodási folyamatoktól. A hipnagógia az egyén határainak elmosódását, nyitottságot, érzékenységet jelenthet a környezet befelé vetítésével és diffúz figyelemmel. Jellemző a szuggerálhatóság megnövekedése, a gondolatok szabad áramlása, a logikától való függetlenedése. A külső ingerek beépülnek a gondolatokba és az érzésekbe. Az EEG megnövekedett válaszkészséget mutat a hangokra.
Herbert Silberer leírta az autoszimbolizmust, hogy a hipnopóg hallucinációk az absztrakt gondolatokat konkrét képpé formálják, elnyomás nélkül és cenzúrázatlanul. Ez a kép tehát felfogható ösztönös reprezentációként.
A hipnopógia a megváltozott látásmódjával megoldást adhat olyan problémákra, amelyeken éber állapotban hiába is gondolkodott az alany. A legismertebb példa August Kekulé története a benzolgyűrűvel. Mesélik a történetet összefogózó majmokkal és saját farkába harapó kígyóval is. Több más tudós, művész és feltaláló, köztük Beethoven, Richard Wagner, Walter Scott, Salvador Dalí, Thomas Alva Edison, Nikola Tesla és Isaac Newton is úgy tartotta, hogy a hipnagógia és a hozzá hasonló állapotok fokozzák a kreativitásukat. Deirdre Barrett harvardi pszichológus úgy találta, hogy bár a problémák megoldhatók később is, a hipnopógiában keletkező képek segíthetnek a megoldásban, ha figyelmesen tanulmányozzuk őket.
A hipnopóg jelenségek annyiban is hasonlítanak az álmokra, hogy az alany később könnyen elfelejti őket. De ez a feledékenység szelektív, ami a hippokampuszt érinti, ami az önéletrajzi és az  epizodikus memóriát kezeli a nagyaggyal szemben, ami a szemantikus memóriáért felel. Egyes kutatások azt sugallják, hogy a REM alvással együtt a hipnopógia segíti a szemantikus memória megszilárdulását, de a bizonyítékok vitatottak. Például a REM alvás elnyomása antidepresszánsokkal vagy az agytörzs sérülései miatt nem hatott súlyosan az értelmi tevékenységekre.
A hipnopóg jelenségek értelmezhetők, mint víziók, próféciák, figyelmeztető előjelek, jelenések művészi vagy isteni sugallatok, az alany kultúrájától függően.

## Fiziológiája
A fiziológiai kutatások a hipnopógiát a spontán alvási folyamat részének tekintik. A hipnopóg jelenségek leginkább az NREM alvás első fázisában jelennek meg, de felbukkanhatnak az alvás előtti alfa hullámokkal együtt is. Davis és társai az álomszerű képek gyors villanásait megfeleltették az EEG aktivitás esésének. Hori és társai a hipnopógiát egy önálló tudatállapotként fogják fel az ébrenlét és az álom között, sajátos elektrofiziológiával, viselkedéssel és személyiségjegyekkel,  míg Germaine és társai kapcsolatot mutattak ki az  EEG hegyeivel és a spontán hipnopóg képekkel.
A képeket kísérő EEG állapotok természetének pontosabb meghatározása végett Hori és társai 9 EEG állapotból álló sémát javasoltak, amelyek különböző arányban tartalmaznak alfa hullámokat (1.–3. fázis), 20μV -nál kisebb hullámokat (4. fázis), théta hullámokat (5. fázis), fűrészfog hullámokat (6.–7. fázis), és az alvásra jellemző hullámokat (8.–9. fázis). Germaine és Nielsen úgy találta, hogy a spontán hipnopóg képek főként Hori 4. és 5. fázisát jellemzik.
A fedett gyors szemmozgás hipotézis a REM alvás rejtett elemeinek felbukkanását javasolja az ébrenlétből az alvásba való átmenetkor. Bódicz és társai támogatják ezt az elméletet, aki kiemeli az átmeneti és a REM alvás EEG-jének hasonlóságát.
A lélegzés mintázatának megváltozását is felismerték ebben az állapotban, a musculus frontalis aktivitásának csökkenésével együtt.

## Kapcsolata az alvási zavarokkal
A mikroalvás rövid alvási szakaszt jelent. A felébredési ciklus bármely pontján ébrenlétbe mehet át. Okozhatja alvásmegvonás, de lehetnek más okai is.  Eredménye a mentális képességek romlása, feledékenység.
Gurstelle és Oliveira elkülöníti a nappali parahipnagógia (DPH) állapotát, ami az éber öntudatba bevillanó képekben, álomszerű gondolatokban vagy az ébredési öntudatba való betekintésben nyilvánul meg. Tipikusan akkor jelentkezik, ha az alany fáradt, unatkozik, elfáradt az irányított figyelme vagy passzív tevékenységet végez. A pontos megjelenési módról megfeledkezhet még akkor is, ha emlékszik arra, hogy már történt vele ilyesmi.
Gustelle és Oliveira definíciója szerint ez az állapot disszociatív, transzszerű, de az ábrándozástól eltérően nem az adott személyre irányul. Az ábrándozást és az ébredést spontán, erőfeszítés nélküli  és passzív  folyamatként jellemzik. A hipnopógia autoszuggesztióval vagy passzív koncentrációval befolyásolható.  Ezek az epizódok folytonos átmenetet alkothatnak a spontán hipnopógia és a fantáziálás között. Mások a fantázia, az ábrándozás, az álmodás és a hipnózis hasonlóságát emelik ki.
James H. Austin a Zen and the Brain című könyvében azt a spekulációt idézi, hogy a meditáció egy speciális készséget fejleszt ki arra, hogy különböző stádiumokban befagyassza a hipnopógiát az alvásba való átmenet közben, kezdve az alfa hullámokon, és befejezve a théta hullámokon.

## Vizsgálati módszerek
A korai kutatások fő módszere az önmegfigyelés volt. A 20. század végén kérdőívekkel, és kísérleti úton gyűjtöttek tapasztalatokat. Mindegyiknek megvannak a maguk hátrányai.
Az amnézia megnehezíti a téma tanulmányozását; hasonló nehézséget jelent a hipnopóg jelenségek változékonysága. A kutatók többféleképpen próbálkoztak kiküszöbölni ezeket a problémákat: önkéntes vagy kikényszerített megszakításokkal, az alvás manipulálásával,  technikákkal a hipnopóg fázis meghosszabbítására, és az önmegfigyelés és a figyelem fejlesztésével.
A hipnopóg állapotot meghosszabbító technikák az informálistól a visszacsatolásig terjednek. Az informálisra példa, hogy az alany feltartja a karját, és felébred, ha lehull a karja. Formális, hogy figyelik az agyhullámokat, és biovisszacsatolással tolják ki a théta hullámokat. A théta hullámok természetes közegben álmodás közben jelennek meg, és Rick Strassman amellett érvelt, hogy a glandula pinealis által kibocsátott DMT álmodást okoz.
A Ganzfeld vizsgálati helyzet és a szenzoros depriváció is hasonló hatással jár, de a két állapot azonosítása megalapozatlan. A Ganzfeld által előidézett állapot EEG-je inkább az éber relaxált állapothoz hasonlít, mint az alvásba való átmenethez.  Wackerman és társai szerint ez két különböző állapot, és nem tévesztendők össze, de az általánosabb hipnagoid állapotok közé befér, ami összefoglalja a hipnopóg és a hasonló állapotokban keletkező képzeteket.